# МиГ-33
МиГ-33 (или МиГ-29М) е руски многоцелеви изтребител, разработен въз основа на МиГ-29 от бюро Микоян в края на 1980-те години. Названието му по НАТО е „Fulcrum-E“ или „Super Fulcrum“.

## Разработка
През 1982 година, когато МАПО се подготвя за пускане в серийно производство на МиГ-29 в ОКБ (Опитно конструкторско бюро) А. И. Микоян започват изследвания за създаване на база влизащия в експлоатация изтребител на многоцелеви лек изтребител с увеличена бойна ефективност. Пред конструкторите разработващи новия вариант, получил означение МиГ-29М (9–15), били поставени следните задачи:
- Повишаване ефективността на изтребителя при поразяване както на въздушни, така и на наземни цели;
- Увеличаване далечината на полета;
- Подобряване условията на работа на пилота.

Постигането на горните цели става възможно чрез използване на бордово обзорно-прицелно оборудване от ново поколение, високо точни средства за поразяване на цели, в това число управляемо оръжие от типа „въздух-повърхност“, апаратура за бордова отбрана, перспективни системи за индикация и управление в пилотската кабина, увеличен запас от гориво и повишаване характеристиките на използваната силова установка.
Едно от основните конструктивно-технологични особености на МиГ-29М е широкото използване в конструкцията на планера на алуминиево-литиева сплав тип „01420“ като по този начин практически всички нитови съединения биват заменени със заваръчни. Това от своя страна води до намаляване на масата на планера и отпадане на необходимостта от допълнителна херметизация на горивните отсеци. При разработката на МиГ-29М отново се използват широко композитни материали. Значително място при изработката на планера намират и радиопоглъщащи материали, което води до значително намаляване на ефективната отразяваща повърхност на самолета. Основните конструктивни изменения реализирани на МиГ-29М са изменението на наплавите на крилата и хоризонталното оперение, въвеждане на нова система за защита на двигателите от попадане на външни предмети, използване на нова парашутно-спирачна система и усилване на самолетното шаси.
Коренно различна от базовия модел е четири каналната аналого-цифрова електродистанционна система за управление, което от своя страна дава възможност да се реализира концепцията за статично неустойчив самолет (нещо което е невъзможно да бъде направено при използването на традиционната механична система на управление при базовата модификация на МиГ 29 изпълнена по статически устойчива схема). Направеното изменение дава възможност да се увеличи маневреността на самолета.

## Описание
МиГ-29М/М2 представлява подобрена версия на МиГ-29. Тя включва нови, по-модерни оръжия, увеличен боен радиус на самолета, и по-голям капацитет на вътрешните резервоари. Промените в кокпита включват заместване на аналоговите прибори с дигитални, електронни противомерки (ЕПМ), нови мултифункционални и LCD дисплей. Подобрена е и аеродинамиката на самолета.
Двигателят, който използва МиГ-29М/М2 е Климов РД-33МК, който е със 7% по-мощен от базисния модел, използван в МиГ-29. В сравнение с МиГ-29, двигателите са по-бездимни и не излъчват толкова голяма топлина, което затруднява инфрачервеното им засичане. МиГ-29М/М2 има по-голям обсег (2200 км) благодарение на увеличения си вътрешен капацитет за гориво. Освен това може да носи до 3 външни резервоара и да бъде презареждан във въздуха.

## Варианти
МиГ-29М / МиГ-33 (изделие 9.15)
Базисния МиГ-29М вариант. Натовско наименование: Fulcrum-E
МиГ-29УБМ (изделие 9.61)
Двуместен вариант на МиГ-29М. По-късно е обозначен като МиГ-29М2
МиГ-29СМТ (изделие 9.17)
През 1998 руското правителство взима решение за модернизация на наличните МиГ-29. В края на 1999 общо 30 МиГ-29 са модернизирани до „СМТ“ стандарта. Този стандарт е главно предназначен за модернизация на първите МиГ-29 варианти (изделие 9.12). Подобренията включват HOTAS система (ръцете на лоста и управлението на двигателя), общо 4 LCD дисплея, 2 от които по-големи, нов радар. Бойният товар е увеличен до 4500 кг.
МиГ-29УБТ (изделие 9.51Т)
Представлява обновление на МиГ-29УБ до СМТ стандарта. Чуждестранните купувачи включват ВВС на Йемен и Алжир.
МиГ-29М2
Двуместен вариант на МиГ-29М. Характеристиките са сходни с тези на едноместния модел, промяната се състои в по-малкия обсег – 1800 км. По-нататъшната разработка води до създаването на МиГ-35

## Оператори
Русия
- ВВС на Русия разполагат с 28 броя МиГ-29СМТ и 6 МиГ-29УБТ.

 Индия
- Индийските ВВС смятат да модернизират своите МиГ-29 до СМТ стандарта до 2013.

## Тактико-технически характеристики

### Габаритни характеристики
- Екипаж:1 или 2
- Размах на крилете: 11,4 m
- Дължина: 17,37 m
- Височина: 4,73 m
- Площ на крилете: 38 m2
- Тегло 
  - Празен: 13 380 kg
  - Нормална излетна маса: 17 500 kg
  - Максимална излетна маса: 22 400 kg

### Технически характеристики
- Макс. скорост
  - на височина:	2600 km/h (Мах 2,35)
  - при земя: 1500 km/h (Мах 1,50)
- Практическа далечина
  - радиус: 2000 км
- Скороподемност: 330 m/s
- Таван на полета: 17 500 m
- Тяговъоръженост: 1,02
- Двигател: 2х Климов РД-33МК, с тяга от 88 kN всеки